# Пеньки (Островский район)
Пеньки́ — деревня в Островском районе Костромской области. Входит в состав Клеванцовского сельского поселения.

## География
Деревня расположена в южной части Костромской области, на расстоянии примерно 22 км (по прямой) к северо-востоку от посёлка Островское, административного центра района.

### Часовой пояс
Деревня Пеньки как и вся Костромская область, находится в часовой зоне МСК (московское время). Смещение применяемого времени относительно UTC составляет +3:00.

## Население
| 2008 | 2010 | 2014 |
| ---- | ---- | ---- |
| 0    | →0   | →0   |